# Kleingebiet Mórahalom
Das Kleingebiet Mórahalom (ungarisch Mórahalomi kistérség) war bis Ende 2012 eine ungarische Verwaltungseinheit (LAU 1) innerhalb des Komitats Csongrád in der Südlichen Großen Tiefebene. Im Zuge der Verwaltungsreform von 2013 gingen alle Ortschaften in den nachfolgenden Kreis Mórahalom (ungarisch Mórahalomi járás) über, der durch eine Ortschaft aus dem Kleingebiet Szeged noch verstärkt wurde.
Ende 2012 lebten auf einer Fläche von 534,82 km² 25.377 Einwohner. Die Bevölkerungsdichte war mit 47 Einwohnern/km² halb so hoch wie die des Komitatsdurchschnitts.
Der Verwaltungssitz war die einzige Stadt Mórahalom (5.822 Ew.).

## Ortschaften
Diese neun Ortschaften gehörten zum Kleingebiet Mórahalom:
| Ásotthalom   | Bordány | Forráskút | Mórahalom  | Öttömös |
| Pusztamérges | Ruzsa   | Üllés     | Zákányszék |         |